# Jerékhovo
Jerékhovo (en rus: Жерехово) és un poble de l'óblast de Vladímir, a Rússia, segons el cens del 2010 tenia 357 habitants. Pertany al districte municipal de Sóbinka.